# Canopo (torpediniera)
La Canopo è stata una torpediniera della Regia Marina.

## Storia
Dopo l'entrata in servizio la nave venne dislocata a La Maddalena. La sua attività iniziale comprese anche missioni a contrasto del contrabbando nel bacino orientale del Mediterraneo.
Il 2 giugno 1939 la Canopo fu di scorta alla motonave Città di Palermo, in navigazione con a bordo i principi di Piemonte durante la rivista navale di primavera. Comandava la nave il tenente di vascello Guido Cordero Lanza di Montezemolo.

### Seconda guerra mondiale
All'ingresso dell'Italia nella seconda guerra mondiale la Canopo faceva parte della IX Squadriglia Torpediniere con sede a La Maddalena, che formava insieme alla gemella Cassiopea ed alle ben più anziane unità Mosto e Cairoli. 
Durante la guerra la Canopo operò principalmente in missioni di scorta tra la Sicilia ed il golfo di Taranto. I suoi compiti comprendevano inoltre il dragaggio a scopo difensivo per conto di navi maggiori.
All'inizio del maggio 1941 la nave, in procinto di trasferirsi a Genova per lavori di manutenzione, fu destinata, dietro offerta del proprio comandante – capitano di corvetta Gino Del Pin – a sostituire un'altra torpediniera che, causa avarie, non poteva partire per scortare un convoglio diretto in Libia. La Canopo, insieme ad altre tre torpediniere, lasciò quindi il porto e scortò a Tripoli alcuni trasporti carichi di carri armati ed automezzi dell'Afrika Korps. Si trattò della prima, ed unica, missione di scorta effettuata da tale unità sulle rotte del Nordafrica.

#### L'affondamento
Nella serata del 3 maggio, lo stesso giorno in cui la Canopo arrivò a Tripoli, il porto libico fu oggetto di un attacco aereo britannico. Uno dei velivoli inglesi, dopo aver sorvolato lungamente la torpediniera italiana (da bordo della quale non fu possibile avvistarlo, nonostante il rumore dei motori ne indicasse la presenza) sganciò una bomba che cadde a proravia del fumaiolo, sul lato sinistro: lo scoppio dilaniò parte della sovrastruttura prodiera, uccise i serventi di una mitragliera prodiera ed il puntatore di un'altra arma, e provocò vasti danni ed incendi; a poppa della nave si sviluppò un violento incendio di nafta. Mentre l'equipaggio abbandonava la nave, il comandante Del Pin ed altri due uomini provvidero ad allagare i depositi munizioni, per impedire che scoppiassero (anche se altre fonti parlano invece dell'avvenuta esplosione dei depositi munizioni), poi la Canopo sbandò sulla sinistra ed affondò sui bassifondali.
Parte della sovrastruttura prodiera, del fumaiolo e dei cannoni del calibro principale rimasero emergenti dalle acque del porto.

#### Comandanti
Tenente di vascello Guido Cordero Lanza di Montezemolo (nato ad Alessandria il 20 dicembre 1908) (1939)
Capitano di corvetta Azzo Gino Del Pin (nato a Palmanova l'11 novembre 1906) (febbraio - 3 maggio 1941)